# Département de Sanagasta
Le département de Sanagasta est une des subdivisions de la province de La Rioja, en Argentine. Son chef-lieu est Villa Sanagasta.
Le département a une superficie de 1 711 km2. Sa population était estimée à 2 416 habitants en 2007.